# 官桥镇 (萧县)
官桥镇，是中华人民共和国安徽省宿州市萧县下辖的一个乡镇级行政单位。

## 行政区划
官桥镇下辖以下地区：
前白村、彭林村、赵楼村、高庄村、吴集村、皇藏峪国营林场和皇藏峪国家森林管理处生活区。